# Forty Fort, Pennsylvania
Forty Fort là một thị trấn thuộc quận Luzerne, tiểu bang Pennsylvania, Hoa Kỳ. Năm 2010, dân số của thị trấn này là 4214 người.